# Peter Kennedy
Michael Edward "Peter" Kennedy III (né le 4 septembre 1927 à Olympia) est un ancien patineur artistique américain.

## Biographie

### Carrière sportive
Même s'il s'appelle Michael, il est surnommé Peter enfant et est crédité de ces deux prénoms en compétition. Avec sa sœur Karol, il remporte cinq fois les championnats des États-Unis de patinage artistique de 1948 à 1952.
Connus comme les « Kennedy Kids », ils remportent la médaille d'or aux Championnats du monde de patinage artistique en 1950 et la médaille d'argent aux Jeux olympiques d'hiver de 1952. Après ces Jeux, Kennedy change de sport et devient skieur. Il va aux essais olympiques pour ce sport en 1956, mais rate de peu la qualification.

### Reconversion
Peter Kennedy devient consultant et représentant de plusieurs entreprises dans l'industrie du ski.

## Palmarès
Avec sa partenaire Karol Kennedy
| Compétition                                                        | 1944 | 1945 | 1946 | 1947 | 1948 | 1949 | 1950 | 1951 | 1952 |
| Jeux olympiques d'hiver                                            | JA   |      |      |      | 6e   |      |      |      | 2e   |
| Championnats du monde                                              | CA   | CA   | CA   | 2e   | 4e   | 2e   | 1er  | 2e   | 2e   |
| Championnats d'Amérique du Nord                                    |      | CA   |      | 3e   |      | 1er  |      | 1er  |      |
| Championnats des États-Unis                                        | CA   | CA   | 2e   | 2e   | 1er  | 1er  | 1er  | 1er  | 1er  |
| Légende : JA = Jeux olympiques annulés ; CA = Championnats annulés |      |      |      |      |      |      |      |      |      |